# موردخاي سيتير
موردخاي سيتير (بالعبرية: מרדכי סתר‏) (26 فبراير 1916-8 أغسطس 1994) مؤلف موسيقي إسرائيلي روسي المولد.
حصل على جائزة إسرائيل في الموسيقى في عام 1965.

## حياته
ولد سيتير باسم مارك ستارومينسكي في نوفوروسيسك بروسيا عام 1916. وهاجر مع عائلته إلى فلسطين تحت الانتداب البريطاني عام 1926.
تعلم سيتير العزف على البيانو وعمره سبع سنوات في روسيا، وواصل دروسه ودراساته في تل أبيب. وفي عام 1932، رحل إلى باريس، حيث درس التأليف الموسيقي في إيكول نورمال للموسيقى على يد بول دوكا وناديا بولانجيه. كما تلقى بعض الدروس على يد سترافينسكي. مع بولانجر درس علم البوليفونية في عصر النهضة ودرس الأسلوب الفرنسي المعاصر، ولكن في عام 1937، شعر بالإحباط بسبب مدى إخلاصها لكلاسيكية سترافينسكي الجديدة، وعاد إلى فلسطين.
وهناك حاول ونجح في خلق أسلوب يمزج فيه بين التأثيرات الأوروبية والطابع الموسيقي المحلي.

## مهنة التدريس
ابتداءً من عام 1946، درّس سييتر في كلية معلمي الموسيقى. من عام 1951 حتى تقاعده في عام 1985، كان سيتير واحدًا من أكثر المعلمين تأثيرًا في أكاديمية روبين في جامعة تل أبيب (المعهد الموسيقي الإسرائيلي سابقًا). وكان من بين طلابه الملحنين تسفي أفني وآري شابيرا ونوريت هيرش والقائد الموسيقي غاري بيرتيني.

## النقد
وتعتبر أوراتوريو «حلم منتصف الليل» واحدة من الأعمال الموسيقية الإسرائيلية الأكثر أهمية، وعزفت مع السيمفونية التاسعة لبيتهوفن في برنامج الأوركسترا الفيلهارمونية الإسرائيلية ضمن «برنامج مهرجان الألفية» الذي أقيم في 1 يناير 2000.

## الجوائز
حصل سيتير على العديد من الجوائز منها:
- في عام 1965 مُنح سيتير جائزة إسرائيل للموسيقى.[2]
- في عام 1983 حصل على جائزة ACUM (اتحاد المؤلفين والملحنين والمنتجين الموسيقيين) لإنجاز العمر.

## من أعماله
- أنشودة السبت - 1940)
- أربع أغاني احتفالية (1943-19)
- سوناتا للكمان (1951-2)
- مرثاة - للكلارينيت أو الفيولا مع البيانو أو الرباعية الوترية (1954)
- حلم منتصف الليل (1957–61)
- أسطورة جوديث - باليه (1962)
- ابنة يفتاح - باليه (1965)
- أورشليم - (1966)
- يانوس - للبيانو (1971)
- ثلاثي البيانو (1973)
- الرباعية الوترية رقم 1 (1975)
- الرباعية رقم 2 (1976)
- الرباعية الوترية رقم 3 (1976)
- الرباعية الوترية رقم 4 (1977)
- مونودراما - للفيولا والبيانو (1977)
- كابريتشي - للبيانو (1977)
- سوناتا للبيانو (1982)
- موسيقى - للبيانو (1982)
- حوارات - للبيانو (1983)
- ارتجال - البيانو (1983)
- تريبتيك - للبيانو (1985)
- حضور - البيانو (1986)